# 山守文雄
山守 文雄(やまもり ふみお、1967年2月20日 - ）は日本のテレビプロデューサー、作家、漫画原作者。元鉄道チャンネル放送局長で、日本で一番鉄道番組を作っている。愛知県名古屋市出身、兵庫県宝塚市育ち。日本大学芸術学部映画学科撮影・録音コース卒業。妻は作家の山守麻衣。

## 概要
1967年生まれ。テレビ番組プロデューサーで、旅・グルメ番組を中心に美術館・鉄道・離島・カレーなどあらゆる分野を制作する。現在、日本一鉄道番組を作っているとメディアで紹介されている。

## 経歴

### 幼少期・学生時代
1967年（昭和42年）2月20日、愛知県名古屋市で生まれる。育ちは兵庫県宝塚市。3人兄弟妹の長男。父は総合商社ニチメンで木材の輸入を担当する商社マンで転勤族だった。宝塚市第一小学校、ジャカルタ日本人学校中等部、川西緑台高等学校を卒業。モノづくりに目覚めたのは、高校時代の演劇コンクールで大好きだった『男はつらいよ』の寅さんを演じたのがキッカケ。映像の世界に興味を持ったのは11才のときに父がビデオカメラを買ってきてくれたことから。VHSビデオがまだない時代、オープンリールの6ミリのテープに白黒の映像を記録するビデオカメラは珍しいものだった。
1989年（平成元年）映像の世界に魅了されたまま日本大学芸術学部映画学科撮影・録音コースに進学。同時代に俳優の大鶴義丹、大塚寧々が在学。「手相研究会」というサークルに入っていたが、映像を作ることが流行っていた時代で自ら映像制作集団「月面工房」を設立。メンバーの1人に『やすらぎの郷』『個人差あります』の TVプロデューサー・河角直樹（大映テレビ→東海テレビ）も在籍していた。
大学は7年通うことになるが、大学在学中から映像制作の会社を起業。大学5年生のときに朝日新聞の映像コンテストで「ガムテープの旅」という作品を応募。審査員の映画監督・大島渚から高い評価を得て準優勝に選ばれ、50万円を貰った。その50万を使って京都の太秦撮影所で短編の時代劇を制作した。

### ザ・ワークス時代
1995年（平成7年）、『進め!電波少年』を作っていた映像制作会社「ザ・ワークス」に入社。当時の応募年齢制限が24才で応募倍率150倍のところ、何故か28才で合格。過去をさかのぼっても新入社員の最高年齢だった。
天笠班（現在ザ・ワークス副社長の天笠ひろ美）に配属され、フジテレビ『上岡龍太郎にはダマされないぞ』のADを担当。そこで『とんねるずのみなさんのおかげです』『サタ☆スマ』を手掛けた李闘士男（現在リーライダーす社長）のもとで3年間、制作のいろはを学ぶ。李から「毎回違うことをしような。やったらええねん、なんでも。やってから考えればええねん」と教わった。その後、『ビートたけしのお笑いウルトラクイズ』のADを担当。日本テレビの財津功（父は財津一郎）から編集術を学んだ。
2003年（平成15年）、36才のときに『週刊アスキー』を読んでいたところ「インターネットで映像が流せる」という記事を目にする。すぐさまアスキーへ問い合わせしたところ編集長の福岡と意気投合して『インターネットテレビを作ろう』というタイトルで連載することになった。さらに『週刊アスキー』とネットテレビのはしりであった『itv24』というネット動画配信事業を始める。しかしアスキーが倒産し、KADOKAWAグループに吸収されることとなり、事業は3年で終了した。
並行しながらドラマ班の霜田一寿（現在ザ・ワークス社長）から呼び出され、ドラマを全国のローカル局で売れないかと相談を受ける。会社としても初の試みであったが、福士誠治主演のドラマ『19borders』を30放送局に売ることができた。そのことをキッカケに「お金をもらって作る」ビジネスから「作って地方局に買ってもらう」ビジネスに光明をもち、自ら企画・プロデューサーという道を広げた。

### 会社起業～「鉄道チャンネル」立ち上げ
2011年（平成23年）6月に独立。44才で「株式会社ティーズ」を立ち上げる。先輩ディレクター達が40才くらいから会社を辞めていき、50才にはほぼ全員周りからいなくなっていくことに不安を持ち、山守の理想を叶える映像制作会社を立ち上げた。たまたま営業に行った株式会社エキスプレス取締役の田村堅三が、偶然川西緑台高校の先輩だったことで意気投合。スカパー!で3チャンネルやっていた田村は1チャンネルやめる話を山守にした。すぐさま「好きな鉄道を仕事にしたい！ 日本初！ おそらく世界初の24時間鉄道番組だけを放送するチャンネルを作りましょう」と熱弁し、2011年（平成23年）7月1日、鉄道チャンネルを開局。放送局局長に就任した。年間300本を埋めなくてはいけない鉄道プロデューサーの日々に追われる。
鉄道チャンネルに名誉局長として六角精児、プロデューサーとしてダーリンハニー吉川、アナウンサーとして久野知美を起用する。さらに鉄道アーティスト野月貴弘、ホリプロマネージャーの南田裕介など鉄道タレントを積極的に融合させ、ユニークな企画を連発する。まだ鉄道ブームに拍車がかかる前で、鉄道チャンネル開局を知った中川家礼二は自ら番組に出たいと打診してきた。山守は期待に応えるように少ない予算の中、アイデアと情熱を捻出して『中川家礼二の鉄学の時間』(全24回)『それゆけ!中川電鉄』(全24回)『中川家礼二の鉄活』(全24回)を企画・プロデュースする。
ダーリンハニー吉川の『鉄道ひとり旅』は放送回数200回を越える人気コンテンツとなっている

## 人物
- 3人兄弟妹の長男。父は総合商社ニチメンで木材の輸入を担当。広島県から大阪に来て商社マン、その後、インドネシアなどの東南アジアを転々とする転勤族だった。母は広島県の生口島に耕三寺という観光の寺で売店を家族で経営。山守も小さい頃、売店の手伝いをしていた。船でやってきた観光客に、子供を武器に土産物を売りつけていた[1]。
- 物心ついたときから花火好き。一発で何万人、何十万人を驚かせ、感動させることに惹かれる[1]。
- 尊敬する映画監督は山田洋次、スティーヴン・スピルバーグ[1]
- 資格は「16ミリ映画技師」「国土交通省・無人航空機操縦者技能証明(ドローン操縦)」[1]
- 二児の父、2人の娘を持つ。妻は作家の山守麻衣。出会いは佐武宇綺の主演ドラマ『僕の秘密★兵器』のときに妻が脚本家だった。制作時から「ウマがあうなあ、一緒にいて疲れないなあ」と思い、40才で結婚。妻は現在も作家活動をしていて良い刺激を貰っているという[7]。
- 父はミーハー体質で、昔からテレビや映画の業界に憧れを持っていた。山守の番組を常にチェックして、エンドロールに名前が出る度に喜んでいた。周囲には息子を誇らしげに言っており、父が喜ぶ顔を見たいために頑張れたのかもしれないとのこと[1]。

## 制作エピソード
- 鉄道番組をたくさん作る。鉄道好きの六角精児、中川家礼二、ダーリンハニー吉川、南田裕介、SUPER BELL"Zの野月貴弘、久野知美、鈴川絢子等、多く仕事をする[5]。
- 2022年12月7日現在で118番組（1,440話）作ってきたなか、鉄道に関するものが43番組（588話）ある。鉄道に特化した番組プロデューサーがクローズアップされ、メディアでは「日本一の鉄道番組プロデューサー」と呼ばれることがある[1]。
- 趣味の延長線が番組企画になっている。ラーメン好きから石神秀幸、カレー好きから麒麟の田村裕、一条もんこ、美術好きから片桐仁と番組を始めた[5]。
- インタビューで「何年も続く長寿番組を死ぬまで作っていきたい」と答えている。彫刻家の平櫛田中が106才まで現役だったことから、山守も106才まで TVプロデューサーでいたいという[1]。
- 大学5年生のときに朝日新聞の映像コンテストで入賞。審査員の映画監督・大島渚から「映像の仕事をやりたくて日芸に入るやつはバカだ。例えば法律とか物理とか難しい勉強をしたやつこそが、面白い映像を作れる人になる。このまま日芸で頑張ればテレビ局に入れるかもしれないけど。でもねボクは思うんだよね。変なことをしたほうが良いよ」と叱咤激励の言葉を貰った。以後、その言葉は山守の制作理念の中心となった[1]。
- 山守にとってプロデューサーとは「バスガイドみたいなもの」とインタビューで答えている。企画を作り、番組という旗を挙げたら最後までみんなを引っ張っていく。現場で常に手を挙げてみんなを誘導している[1]。
- 番組作りに大切にしているキーワードは「王道じゃないバラエティー」「サブカルが好き」。常に自分の趣味が番組になっているので、どんなに労力をかけてもしんどくない。好きなものを作るために人生を謳歌している[1]。
- いい企画を生み出す秘訣は「ゼロから作ることを諦める。テレビが大好きだからこそ、テレビ以外のもので企画を考える。例えばインドカレーが好きだったが、カレーそのものについて知らない自分がいた。インドのナンは丸い？ インドではナンをほとんど食べない？ ライスは黄色くない？ など疑問を解決したい！ だから解決しに行く番組を作ろうと思う。この発想は、伝えたいという高尚的なものではなく。テレビの力を使って解決したいというエネルギーが先に出ている。今まで金を払ってゴハンを食べていたのに、金を貰って美味しいもの食べれる！ このエネルギーが山守の源であり制作愛です」とインタビューで答えている[1]。

## 担当番組

### テレビ
※担当名が無いものは「プロデューサー」
- 「上岡龍太郎にはダマされないぞ」(フジテレビ) - AD
- 「上岡・ヒロミの花も嵐も」(フジテレビ) - AD
- 「ビートたけしのお笑いウルトラクイズ」(日本テレビ) - AD
- 「いつみても波瀾万丈」(日本テレビ) - AD
- 「横浜・人情ラーメン密着 180 日~地獄の修行物語~」(テレビ東京) - AD
- 「笑い部」
- 「ネタ神」
- 「ネタ鑑定」
- 「桜塚ヤンキース」(テレ玉)
- ドラマ「ケータイ少女 〜恋の課外授業〜」（西日本放送）[3]
- 「ふたりのお嬢様」
- 「絶体絶命お嬢様」
- 「三船美佳のずぼらぼ」
- 「うるまでが~まる」
- 「サンドウィッチマンの三度の飯」(北海道放送・東北放送・新潟放送)
- 「ギャルネクストラボ」(関西テレビ)
- ドラマ「僕の秘密★兵器」(名古屋テレビ)  ※企画・原案も担当[8][3]
- ドラマ「熱いぞ!猫ヶ谷!!」(名古屋テレビ)[3]
- 「火曜ゴールデンワイド」 (テレビ東京)
- 「ネタのロードショー」
- 「鉄道写真物語」(BS12)[9]
- 「生活向上委員会 箱根ソサエティ」(BS12)
- 「情報特急255」(鉄道チャンネル)
- 「水戸岡鋭治特集」(鉄道チャンネル)
- 「鉄音アワーTV」(鉄道チャンネル)
- ドラマ「もっと熱いぞ!猫ヶ谷!!」(名古屋テレビ)[3]
- 「吉川ひとり旅」(鉄道チャンネル)
- 「鉄道ひとり旅」(鉄道チャンネル)[6]
- 「鉄道ch大学」(鉄道チャンネル)
- 「新番組プレゼン大会」(鉄道チャンネル)
- 「野月貴弘の鉄道ジオラマ帝国」(鉄道チャンネル)
- 「吉川ひとり旅 番外編 鉄道技術展リポート」(鉄道チャンネル)
- 「中川家礼二の鉄学の時間」(鉄道チャンネル)[9]
- 「この時刻表があればご飯何杯でもいける」(鉄道チャンネル)
- 「駅中(ナカ)・駅前ぶらり旅」(鉄道チャンネル)
- 「情報特急546」(鉄道チャンネル)
- 「(鉄道)なかよし討論会」(鉄道チャンネル)
- 「鉄道カワイイ TV」(鉄道チャンネル)
- 「鉄道紅白歌合戦」(鉄道チャンネル)
- 「この時刻表があればご飯何杯でもいける ダイヤ改正 1 時間拡大号」(鉄道チャンネル)
- 「それゆけ!中川電鉄」(鉄道チャンネル)
- 「鉄道写真物語 〜1 枚にかける旅〜 あの車両(ひと)に会いたい SP」(BS12)
- 「三人衆の日本紀行 男の鉄学」(鉄道チャンネル)
- 「女子夜行旅 ムーンライト久野」(鉄道チャンネル)
- 「大人の秘密基地」
- 「石神秀幸の決断!ラーメン旅」
- 「旅デューサー」
- 「フットボールアワーの北海道なまら新めん類 ~ラーメン王国の逆襲~」(北海道放送)
- ドラマ「鉄子の育て方」(名古屋テレビ)  ※企画・原案を担当
- 「鉄道模型コンテスト2014特集」( 鉄道チャンネル)
- 「石神秀幸の決断!ラーメン開拓紀行」
- 「安田美沙子の技ありキッチン」
- 「第21回 鉄道フェスティバル 生中継」(鉄道チャンネル)
- 「第21回 鉄道フェスティバル 総集編」(鉄道チャンネル)
- 「第22回 鉄道フェスティバル」(鉄道チャンネル)
- 「第22回 鉄道フェスティバル 総集編」(鉄道チャンネル)
- 「クラブツーリズム号 運行開始!」(鉄道チャンネル)
- 「鉄道ニュース546」(鉄道チャンネル)
- 「朝まで生鉄」(鉄道チャンネル)
- 「朝まで生鉄〜ダイヤ改正前の緊急生放送!〜」(鉄道チャンネル)
- 「鉄道ニュース546 放送20回記念!アフタートーク集」(鉄道チャンネル)
- 「中川家礼二の鉄活」(鉄道チャンネル)
- 「ボンボンTV」
- 「朝まで生鉄3」(鉄道チャンネル)
- 「ロバートのかがやきマルシェ」(石川テレビ)
- 「新幹線通ったら人生変わった」(北海道放送)
- 「朝まで生鉄4」(鉄道チャンネル)
- 「鉄分補給! 俺の書泉グランデ」(鉄道チャンネル)
- 「石神秀幸の決断!ラーメン放浪記」
- 「いい湯だぜぇ」
- 「女子鉄が勝手にリニアを想像します」(鉄道チャンネル)
- 「走れ!ふるさと婚活列車。」(北海道放送)
- ドラマ「ラブホ!」(フジテレビCS)[3]
- 「憧れレストラン」
- 「離島酒場」(旅チャンネル)
- 「旅番組つくります」
- 「俺の旅番組」
- 「ただいま旅行中」
- 「Go!Go!ニンじゃぽん シーズン 1」(大分放送他)
- 「石神秀幸の決断!ラーメン発掘旅」
- 「FUJIWARAの技ありキッチン」
- 「食べるぞ!呑むぞ!都内で全国一周 ふるさと食堂」
- 「ラーメンズ片桐仁のアートを訪ねて」
- 「Go!Go!ニンじゃぽん シーズン 2」(大分放送他)
- 「カレー放浪記」
- 「カレーの門戸」[10]
- 「マムちゃん旅〜元気にやってっか!?」(北陸朝日放送他)
- 「スイーツ男子塾」(GAORA)
- 「ぶらり探訪 珍湯たび」(GAORA)
- 「Go!Go!ニンじゃぽん シーズン 3」(大分放送他)
- 「AI カレー研究所」(高知放送)
- 「旅番組はじめました」
- 「鉄道ひとり旅~女子鉄編~」(鉄道チャンネル)
- 「魚と肉が旨い町」
- 「わたしの芸術劇場」(TOKYO MX)
- 「新食材スター誕生!」(広島テレビ)
- 「こんなところに釣り人」
- 「旅番組まかせちゃいます」
- 「銚子電鉄ガイド」(スカパー!)
- 「金沢城・兼六園ガイド」(スカパー!)
- 「世界食堂」
- 「カレーの門戸~謎のトビラ開けちゃいます」
- 「記憶のロケ地を巡る旅」(BS12)
- 「カレーのもんこ」
- ドラマ「鉄オタ道子、2万キロ」スピンオフドラマ「鉄オタのぞみ、50キロ」（テレビ東京）[9]
- アニメ「攻殻機動隊入門 あらいず」（TOKYO MX）[11]
- 「スイーツの女王様」（TOKYO MXほか）

### CM
- 「茨城空港」(テレ玉)
- 「北関東綜合警備保障」(とちぎテレビ)

### ライブ映像
- 「エレキコミック ライブ」
- 「エレ片ライブ」

## 書籍
- 漫画「鉄子の育て方（1）」(講談社、2014年7月23日)  ※原案、ペンネームは「やまもり文雄」　ISBN 978-4-06-382493-3
- 漫画「鉄子の育て方（2）」(講談社、2015年1月6日)  ※原案、ペンネームは「やまもり文雄」　ISBN 978-4-06-382554-1
- 漫画「鉄子の育て方（3）」(講談社、2015年7月6日)  ※原案、ペンネームは「やまもり文雄」　ISBN 978-4-06-382632-6

## 雑誌連載
- 「やまもり日記」(週刊アスキー)
- 「インターネットテレビを作ろう」(KADOKAWA「アスキー」にて)
- 「国宝鉄道」(ぶんか社「EX MAX!」にて)